# Антикатолицизам
Антикатолицизам или антикатоличанство је израз који се користи за предрасуде, диксриминацију и непријатељство према вјерницима католичке вјероисповијести. Израз се такође користи за вјерске прогоне католика током историје или за вјерска увјерења супротна католичким.
У новом вијеку Католичка црква се борила за задржавање своје традиционалне духовне и политичке улоге у свјетлу настанка секуларних снага у Европи. Као резултат тих борби појавило се непријатељство спрам политичке, друштвене и вјерске улоге папа и свештенства у виду антиклерикализма.
У најновијем раздобљу антикатолицизам се појављује у више облика укључујући прогон католика у мјестима гдје су вјерска мањина, напади влада на њих, дискриминација и вандализација цркава и светишта те напада на свештенство и лаике.